# Kavugambwe
Kavugambwe är ett periodiskt vattendrag i Burundi.   Det ligger i provinsen Bujumbura Rural, i den västra delen av landet, 30 kilometer söder om huvudstaden Bujumbura.
Omgivningarna runt Kavugambwe är en mosaik av jordbruksmark och naturlig växtlighet. Runt Kavugambwe är det ganska tätbefolkat, med 207 invånare per kvadratkilometer.